# Stefan Stannarius
Stefan Stannarius (Gräfenthal, 20 ottobre 1961) è un ex saltatore con gli sci tedesco orientale.

## Biografia
In Coppa del Mondo esordì il 20 marzo 1982 a Štrbské Pleso (14°) e ottenne l'unico podio il 30 gennaio 1983 a Engelberg (3°).
In carriera prese parte a un'edizione dei Giochi olimpici invernali, Sarajevo 1984 (4° nel trampolino normale, 9° nel trampolino lungo) e a una dei Campionati mondiali, Seefeld in Tirol 1985 (12° nel trampolino normale).

## Palmarès

### Coppa del Mondo
- Miglior piazzamento in classifica generale: 24º nel 1983
- 1 podio (individuale):
  - 1 terzo posto